# Barrière de l’Esseillon
Barrière de l'Esseillon hieß eine Verteidigungslinie mit fünf Forts, die Anfang des 19. Jahrhunderts in der Gemeinde Aussois errichtet wurden, um Savoyen zu verteidigen, das bis zur Abtretung an Frankreich zum Königreich Sardinien gehörte.

## Standorte
Die Forts, die die Namen von Familienmitgliedern des Hauses Savoyen tragen, sind:
- Fort Victor-Emmanuel ist das größte der Forts, in dem eine Garnison von 1500 Mann stationiert werden konnte (Lage).
- Fort Marie-Christine ist das höchstgelegene der fünf Forts. Das Fort ist vollständig restauriert worden und beherbergt heute ein Restaurant und eine Jugendherberge (Lage).
- Redoute Marie-Thérèse liegt alleine am linken Ufer des Arc, das Fort ist vollständig restauriert und beherbergt heute eine Bar und ein Museum (Lage).
- Fort Charles-Félix, das einzige Fort, das 1860 auf Befehl Napoléon III. in Befolgung einer Klausel im Vertrag von Turin beschädigt wurde. Heute ist das Fort eine Ruine (Lage).
- Fort Charles-Albert wurde nie fertiggestellt (Lage).

## Geschichte
Die Forts wurden zwischen 1819 und 1834 mit Hilfe der Entschädigungen, die Frankreich infolge des Wiener Kongresses an das Königreich Sardinien zahlen musste, erbaut. Die Barrière schützte den Zugang zum Mont Cenis und machte das Herzogtum Savoyen zu einer Pufferzone gegenüber Frankreich.
Die Forts wurden in den folgenden Jahren nie in Kämpfe hineingezogen. Der Vertrag von Turin 1860, in dem Savoyen an Frankreich angegliedert wurde, sah vor, dass Frankreich die Forts zerstören musste. Allerdings wurde diese Abmachung nur beim Fort Charles-Félix umgesetzt. Die französische Armee setzte die übrigen Anlagen vielmehr instand, um ihr Land vor einer italienischen Invasion zu schützen.
Während des Zweiten Weltkriegs wurden die Forts vom Königreich Italien besetzt. Aus Fort Vittorio-Emmanuele wurde ein Gefängnis für politische Gefangene, während Fort Maria-Teresa eine Kaserne der Guardia di Finanza wurde. Nach dem Waffenstillstand wurde Fort Vittorio-Emanuele von den Deutschen besetzt, die dort einen Bunker anlegten, von dem aus sie die Nationalstraße unter Beschuss nehmen konnten. Nach Kriegsende verfielen die Forts, werden aber zurzeit nach und nach restauriert.

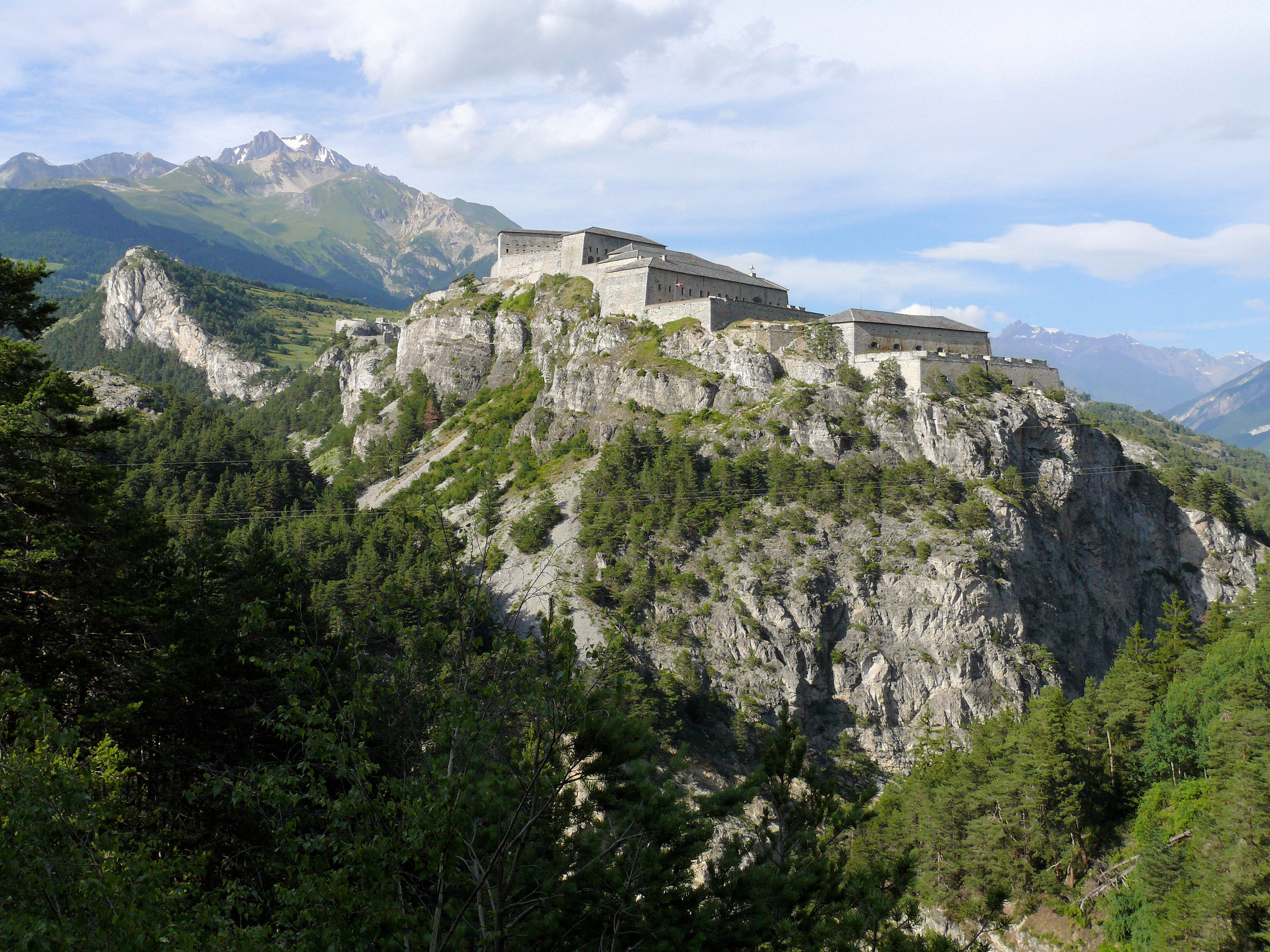
Fort Victor-Emmanuel
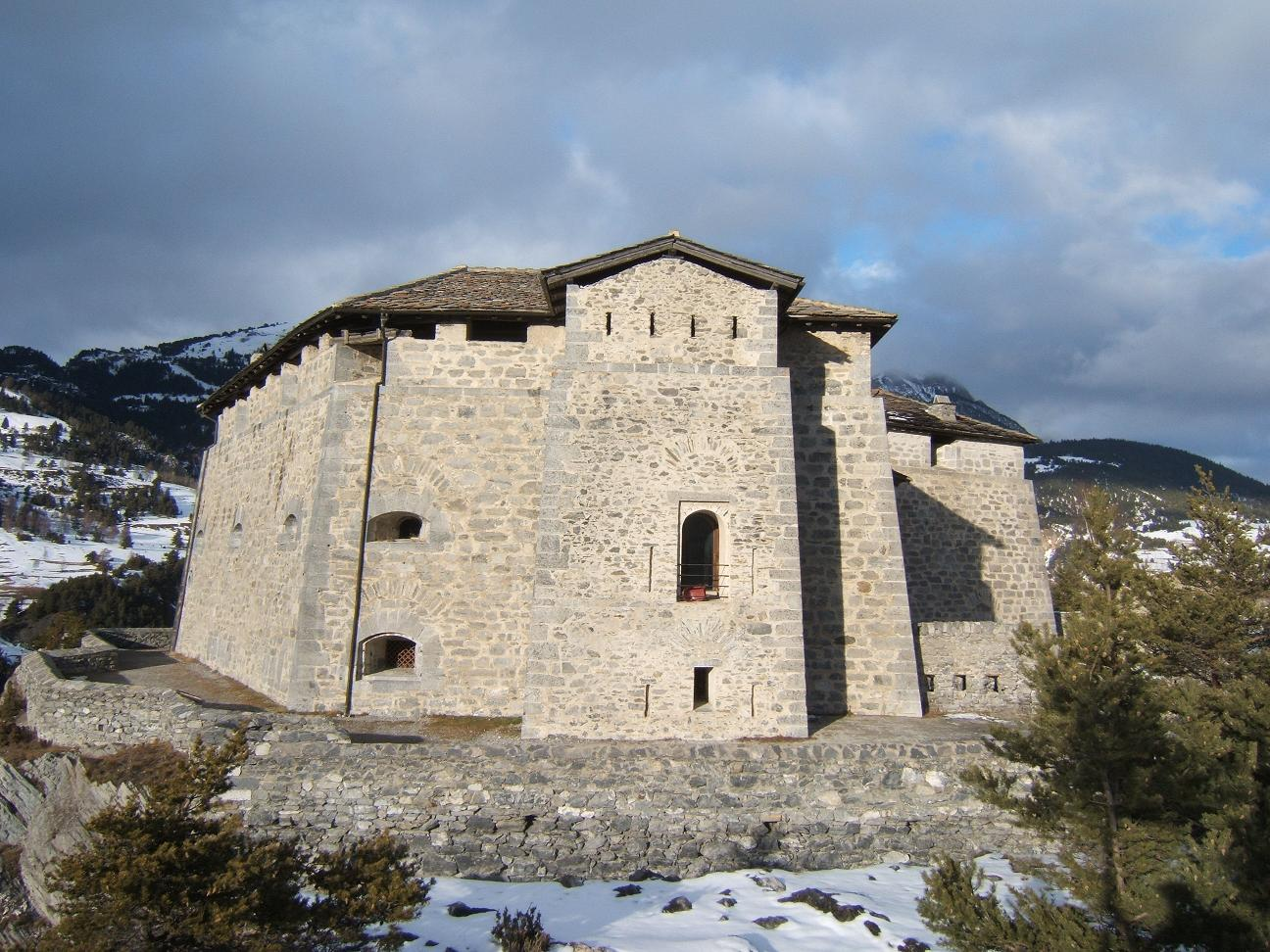
Fort Marie-Christine
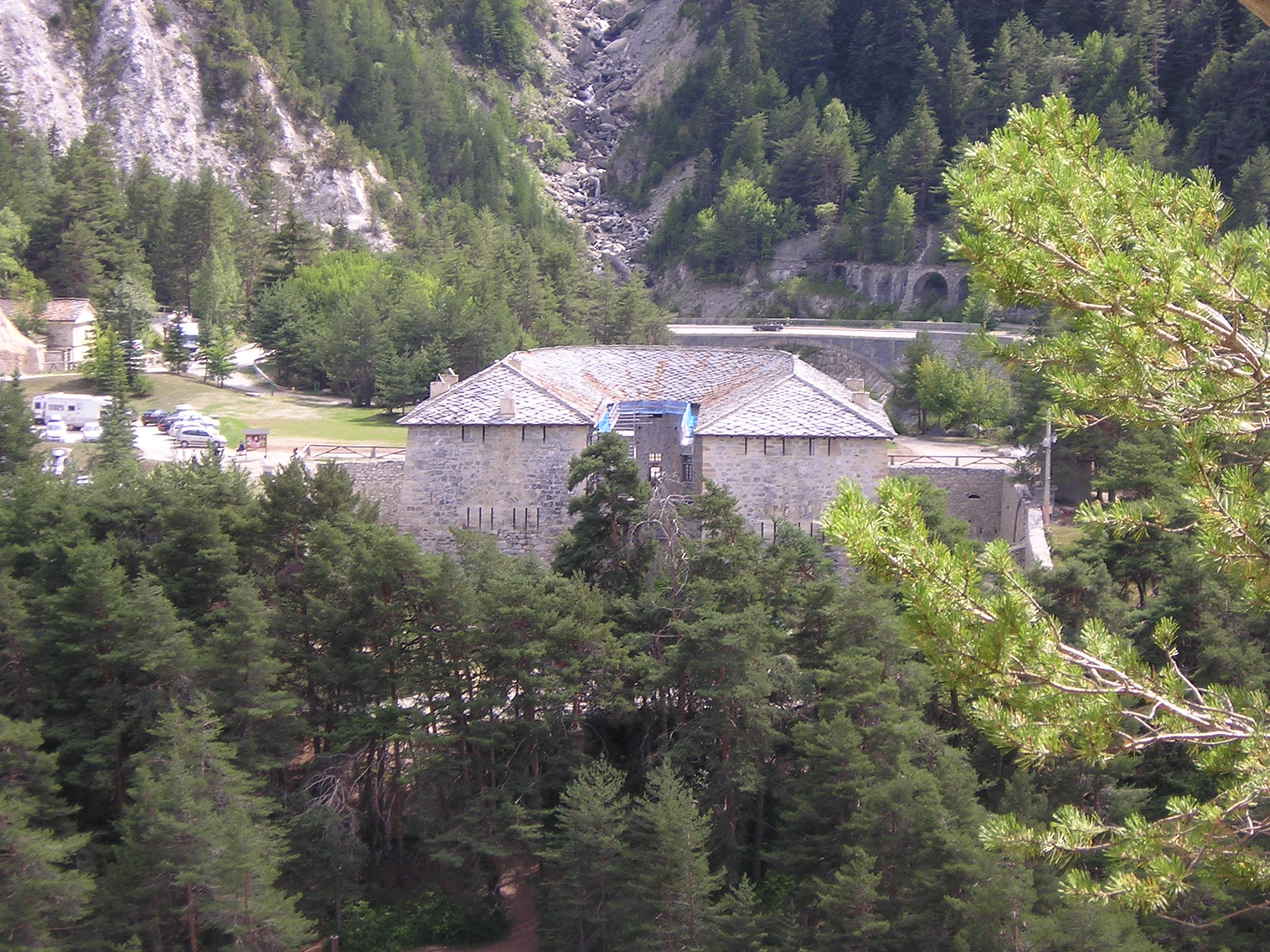
Redoute Marie-Thérèse
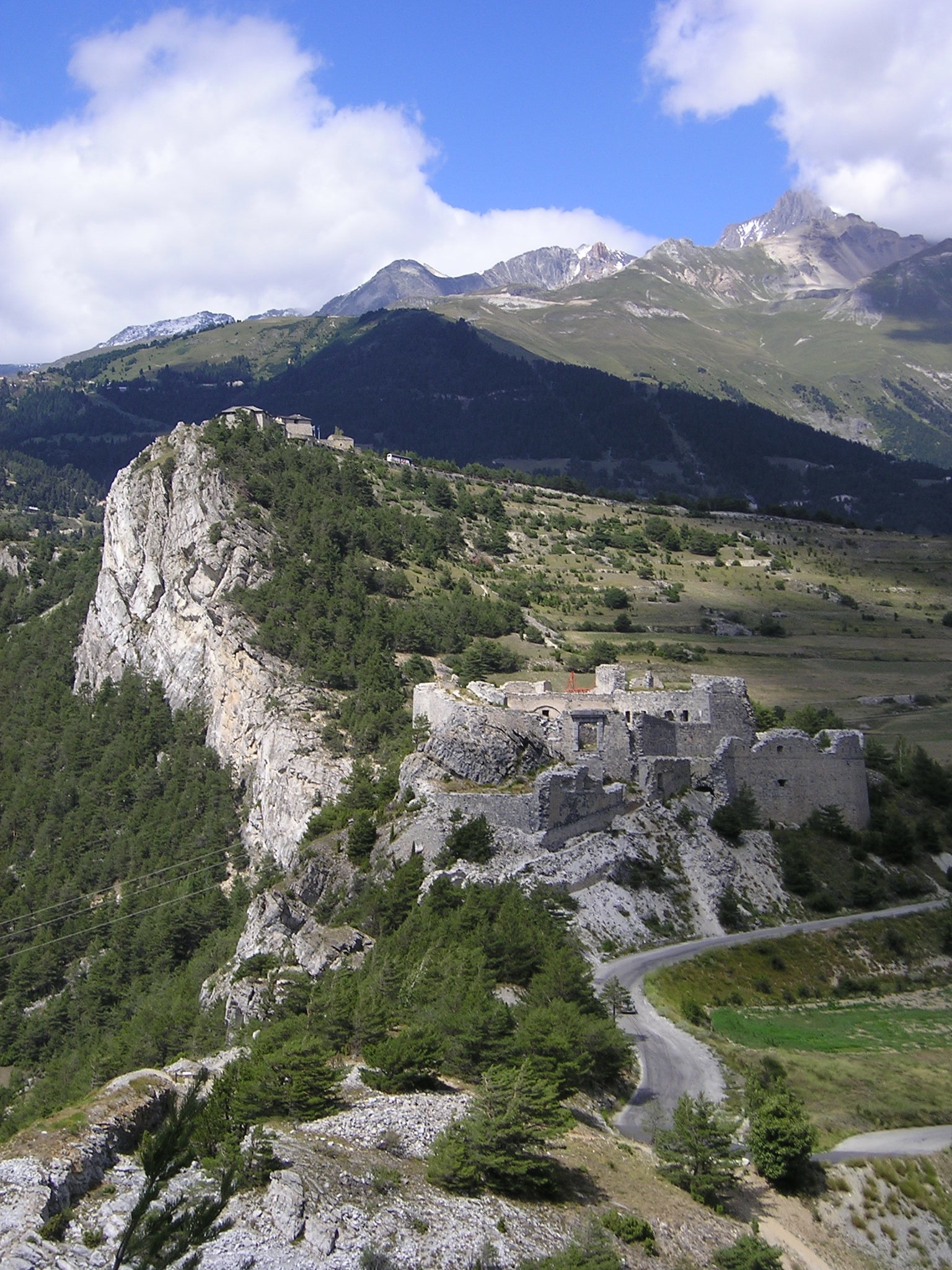
Fort Charles-Félix
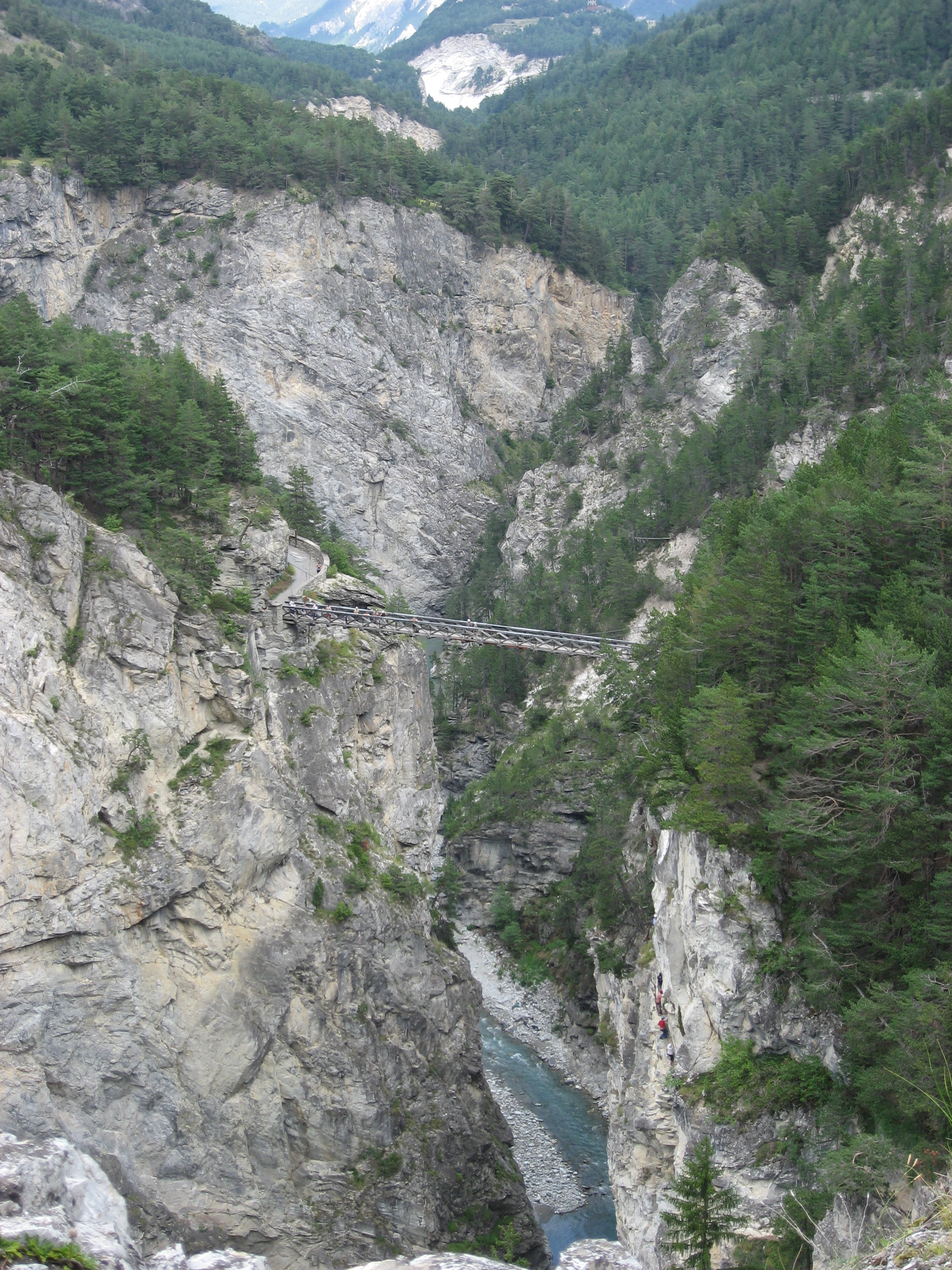
Teufelsbrücke von Aussois zur Redoute Marie-Thérèse